# The Juice Is Loose
The Juice Is Loose («О Джей Симпсон на свободе») — девятая серия седьмого сезона мультсериала «Гриффины». Премьерный показ состоялся 15 марта 2009 года на канале FOX.

## Сюжет
Эпизод предваряется надписью «Этот эпизод был недавно обнаружен в подвале Питера Гриффина наряду с ещё несколькими утерянными сериями. Показанные здесь события происходили в Куахоге в марте 2007 года.» (Tonight’s episode was recently discovered in Peter Griffin’s basement, along with a number of others «lost episodes». The following events took place in Quahog in March of 2007).
Питер решает подправить спутниковую тарелку и, в поисках отвёртки, находит в ящике лотерейный билет 1989 года, по которому он выиграл партию в гольф со знаменитостью — О Джей Симпсоном. Его семья в шоке: почему он выбрал игру именно с ним? Оказывается, Питер ничего не знает о том, что этот игрок в американский футбол в 1994 году убил свою бывшую жену и её возлюбленного. Также негативно к его затее относятся и его друзья, с которыми он делится своей радостью. Всё обдумав, Питер и сам приходит в ужас от перспективы игры с убийцей, но Джо подкидывает ему идею: Питер наденет «жучок» и попытается, разговорив Симпсона, выбить из него признание. Питер соглашается и на следующий день прибывает на гольф-поле (друзья страхуют его неподалёку в фургоне, но при первых признаках опасности удерут).
Игра началась, и Питер всяческими ухищрениями пытается вывести Симпсона на откровенность. Вскоре тот разоблачает Питера, но несмотря на его опасения, О Джей не разъярён, а расстроен, что «вот уже 13 лет его преследуют люди, которые всячески пытаются его очернить». Растроганный Питер приводит его домой знакомиться с семьёй, которая в шоке от того, что глава семейства привёл домой убийцу.
Симпсон поселяется у Гриффинов и вскоре в новостях об этом сообщают населению. О Джей хочет уехать, но Питер уговаривает его «открыться людям», для чего пытается устроить грандиозную вечеринку с множеством приглашённых у себя во дворе. Толпа действительно приходит к его дому, но с намерениями линчевать. Симпсону удаётся объяснить жителям Куахога, что «он не идеален, но не более, чем любой из них». Люди проникаются его речью, и от их ненависти не остаётся и следа.
О Джей Симпсон убивает троих рядом стоящих горожан и сбегает. Питер приходит к мнению, что в убийстве 1994 года он, всё же, виновен.

## Создание
Автор сценария: Эндрю Голдберг
Режиссёр: Синди Танг
Композитор: Уолтер Мёрфи
Приглашённые знаменитости: Кэти Кэлин Райан (в роли жены Фреда Голдмана)
Премьеру эпизода посмотрели 4,1 % американских семей; в момент трансляции премьеры 6 % телевизоров США были переключены на канал FOX.